# Liste der südafrikanischen Botschafter in Finnland
Die Botschaft befindet sich in Helsinki. Der Botschafter in Helsinki ist auch in Tallinn, Riga und Vilnius akkreditiert.
| Ernennung Akkreditierung | Botschafter                      | Bemerkung | Regierung in Südafrika      | akkreditiert von     | Posten verlassen |
| ------------------------ | -------------------------------- | --- | --------------------------- | -------------------- | ---------------- |
| 30. Nov. 1955            | Basil Johnstone Jarvie           | Botschafter Sitz in Stockholm | Johannes Gerhardus Strijdom | Juho Kusti Paasikivi | 15. Nov. 1958    |
| 12. Jan. 1959            | John Edward Bruce                | Botschafter Sitz in Stockholm | Hendrik Frensch Verwoerd    | Urho Kekkonen        | 4. Okt. 1960     |
| 29. März 1961            | Anthony Albert Mordaunt Hamilton | Botschafter, Sitz in Stockholm | Hendrik Frensch Verwoerd    | Urho Kekkonen        | 30. Aug. 1965    |
| 1. Sep. 1961             | Cornelis Hendrik Taljaard        | Botschafter, Sitz in Stockholm | Hendrik Frensch Verwoerd    | Urho Kekkonen        | 31. Juli 1967    |
| 1. Aug. 1967             | Archibald Gardner Dunn           | Geschäftsträger, Helsinki | Balthazar Johannes Vorster  | Urho Kekkonen        | 21. März 1968    |
| 22. März 1968            | Archibald Gardner Dunn           | außerordentlicher Gesandter in Helsinki, ab 5. Dezember 1973: Botschafter in San Salvador | Balthazar Johannes Vorster  | Urho Kekkonen        |                  |
| 27. Nov. 1973            | Wouter de Vos Malan              | außerordentlicher Gesandter in Helsinki, 4. Mai 1954 – 13. April 1957: Botschafter in Rom | Balthazar Johannes Vorster  | Urho Kekkonen        |                  |
| 5. Apr. 1978             | Christian Martin van Niekerk     | 6. Januar 1988 Generalkonsul in München. Er weigerte sich, sich zum Engagement seines Sohnes bei der Sicherheitspolizei zu äußern. Van Niekerk sagte dem SRC, er sei von der Polizei rekrutiert worden | Pieter Willem Botha         | Urho Kekkonen        |                  |
| 1. Okt. 1982             | Isak David du Plessis            | 15. August 1976: Generalkonsul in München | Pieter Willem Botha         | Mauno Koivisto       | 1986             |
| 1992                     | Cornelia Margaretha Swart        | Botschafterin | Frederik Willem de Klerk    | Mauno Koivisto       | 1998             |
| 2001                     | Franki C. Verwey                 | Botschafterin trat 1972 in den Auswärtigen Dienst. | Thabo Mbeki                 | Tarja Halonen        |                  |
| 2004                     | Bukelwa Gilberta Mbulawa-Hans    | (* 19. April 1954 in Krugersdorp) | Thabo Mbeki                 | Tarja Halonen        | 2008             |
| 24. Mai 2012             | Phaswana Cleopus Sello Moloto    | [ 3 ] | Thabo Mbeki                 | Sauli Niinistö       |                  |